# Perineum
Het perineum, of meer algemeen bilnaad (niet te verwarren met bilspleet) genoemd, is het deel van het menselijk lichaam dat zich tussen de anus en de voortplantingsorganen bevindt. Bij vrouwen is het perineum en de ano-genitale afstand gemiddeld een stuk korter dan bij mannen. Het perineumgebied loopt iets verder door en bevindt zich tussen het staartbeen, de twee zitbeenderen en de schaambeenvoeg. Een lijn tussen het rechter en het linker zitbeen verdeelt het perineum in een ventrale urogenitale driehoek en een dorsale anale driehoek.

## Anatomie en functies
Het perineum bestaat hoofdzakelijk uit spieren en huid. De spieren kunnen worden onderverdeeld in spieren van de anaalstreek en spieren van het urogenitale gebied.
Het perineum geldt bij beide geslachten als erogene zone. Bij mannen ligt het inwendige deel van de penis in het perineum, en kan een erectie worden geïntensiveerd door druk uit te oefenen op het perineum. Ook kan via het perineum de prostaat worden gestimuleerd 
Bij de vrouw kan het perineum soms scheuren ten gevolge van een bevalling, soms wordt het perineum ook ingeknipt (episiotomie) om meer ruimte te geven aan hoofd en schouders van de baby.